# Perissomyrmex snyderi
Perissomyrmex snyderi är en myrart som beskrevs av Smith 1947. Perissomyrmex snyderi ingår i släktet Perissomyrmex och familjen myror. Inga underarter finns listade i Catalogue of Life.

## Bildgalleri

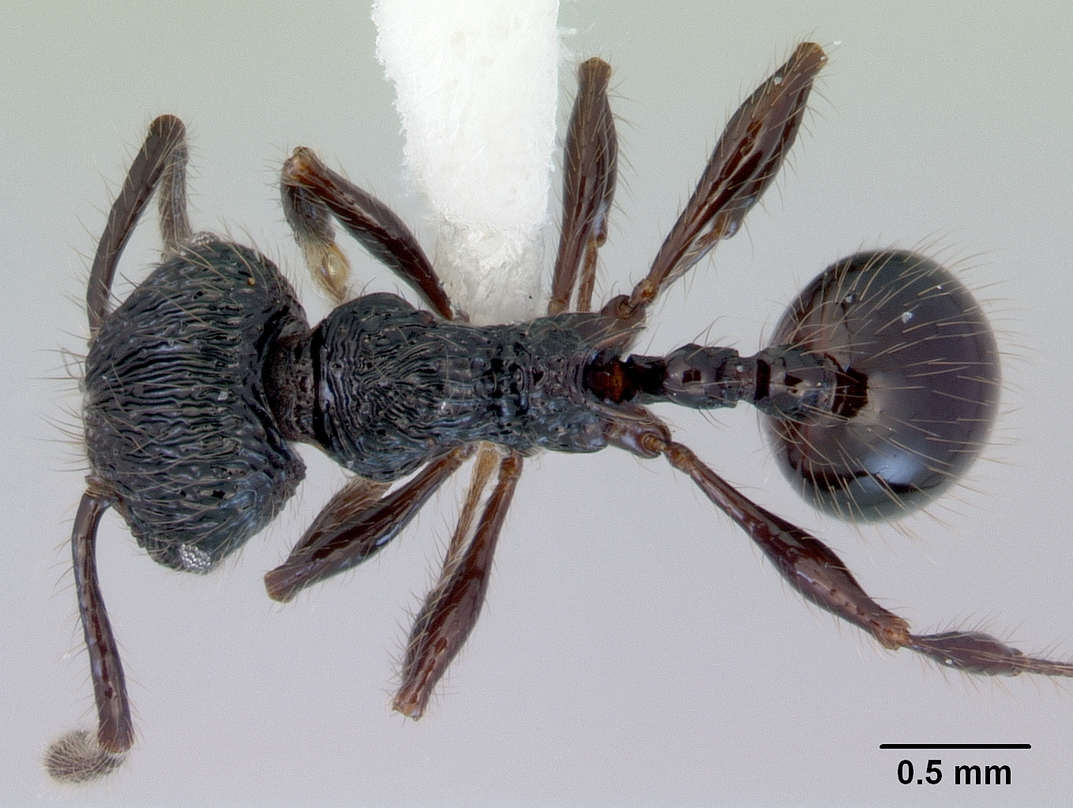
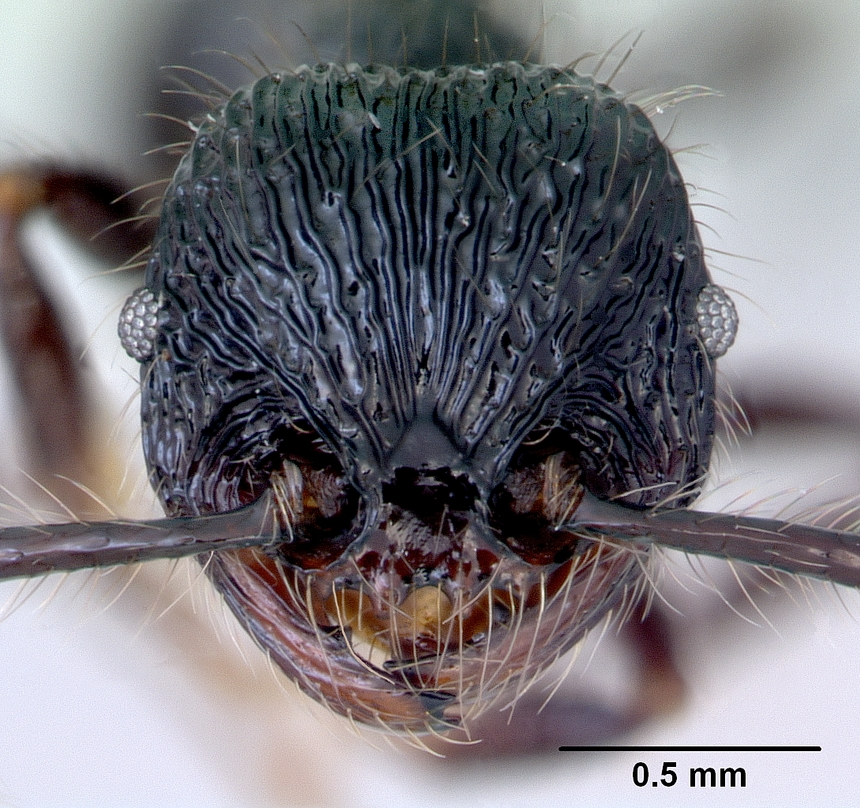
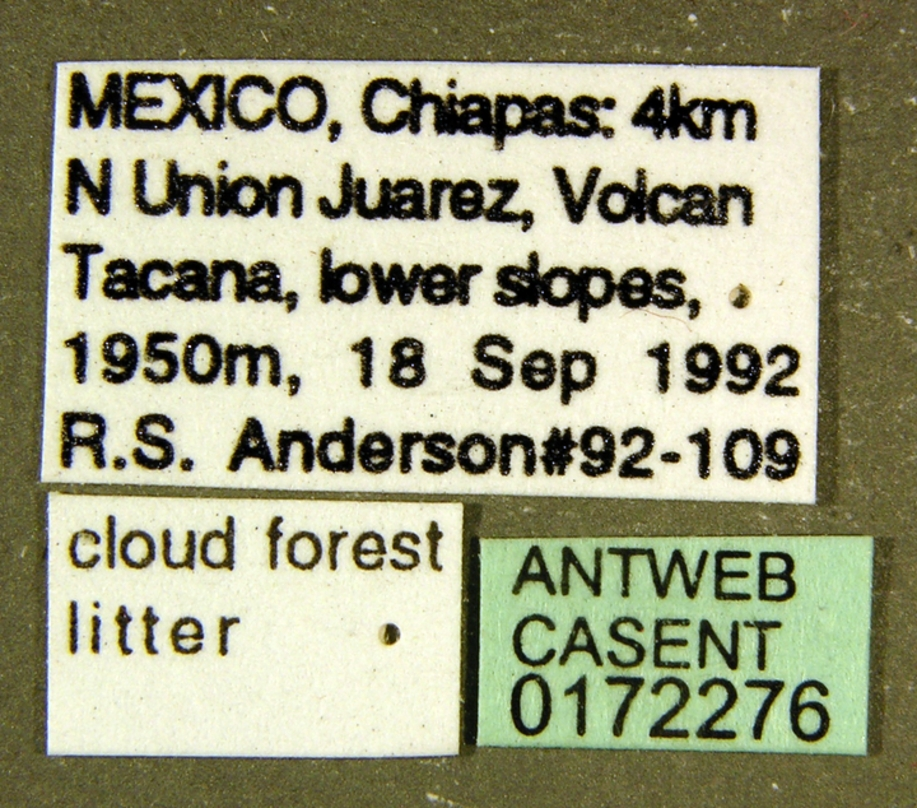
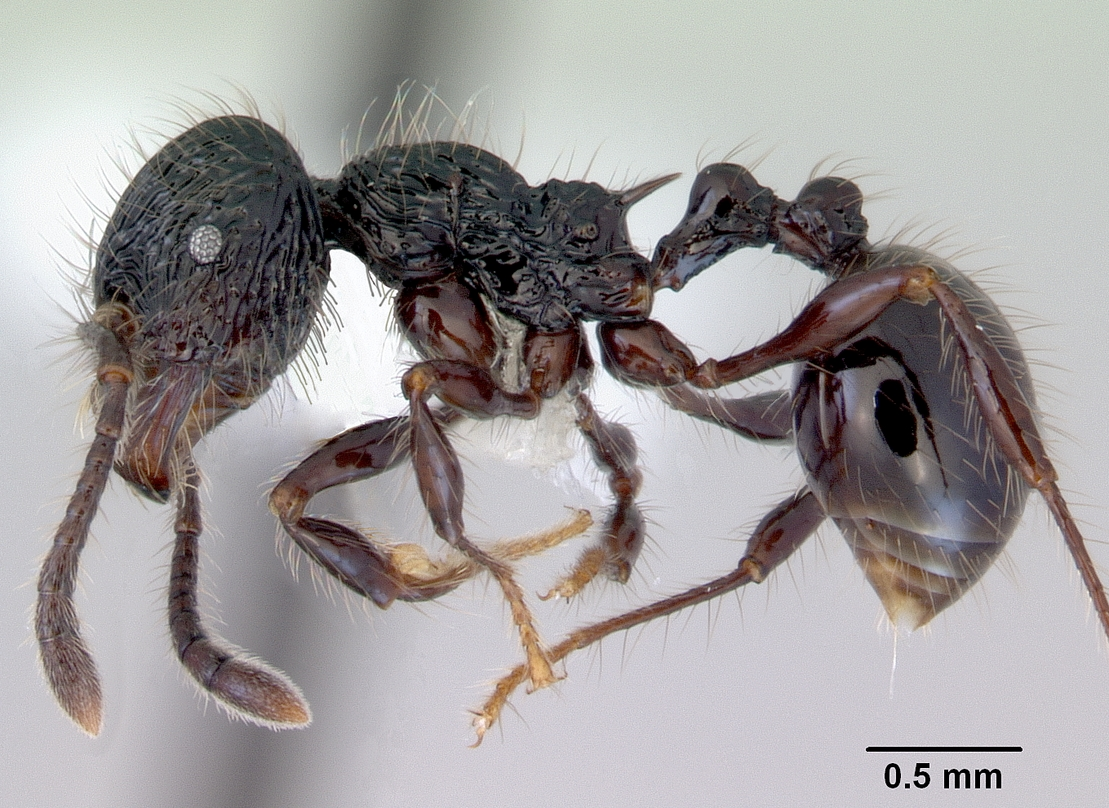
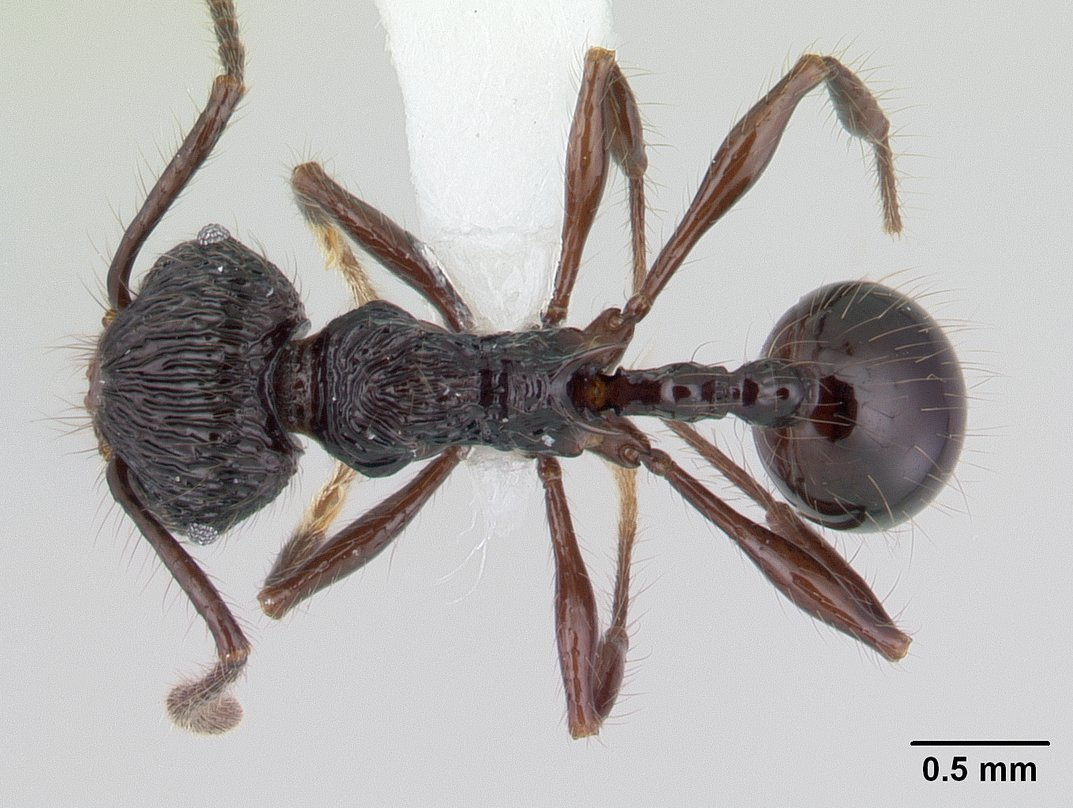
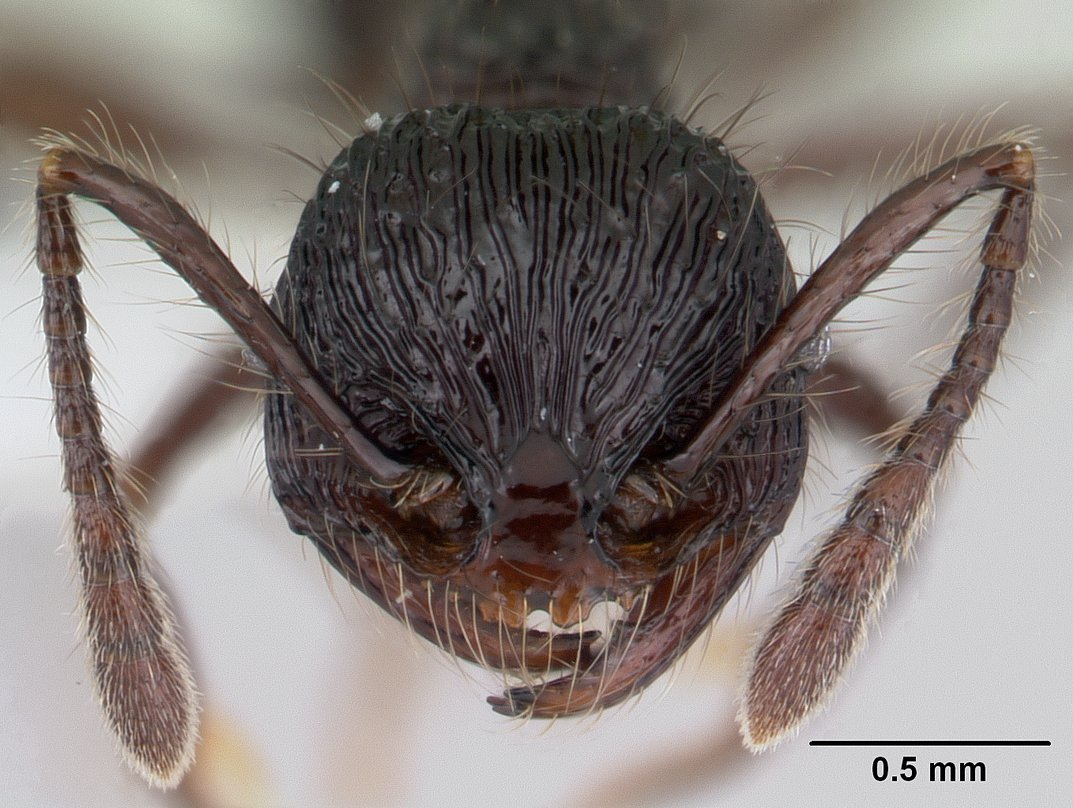